# Howgill Beck (Swanside Beck)
Der Howgill Beck ist ein Wasserlauf in Lancashire, England. Er entsteht westlich des Weets Hill und der A682 road aus zwei unbenannten Zuflüssen. In seinem Oberlauf wird er auch als Ox Close Clough  bezeichnet. Er fließt in nördlicher Richtung und bildet bei seinem Zusammentreffen mit dem Crag Clough den Swanside Beck.